# NGC 6888
NGC 6888 (také známá jako mlhovina Srpek nebo Caldwell 27) je emisní mlhovina v souhvězdí Labutě vzdálená od Země přibližně 4 700 světelných let. Objevil ji William Herschel 15. září 1792.
Mlhovina je tvořena rychlým hvězdným větrem z Wolfovy–Rayetovy hvězdy s označením WR 136 (HD 192163), který se sráží s pomaleji se pohybující obálkou, kterou hvězda odvrhla, když se stala rudým obrem před zhruba 250 000 lety.
Výsledkem srážky je obálka a dvě rázové vlny, jedna se šíří směrem ven a druhá dovnitř. Vlna šířící se dovnitř zahřívá hvězdný vítr na teploty, při kterých vyzařuje rentgenové záření.
Je to objekt s malou plošnou jasností a nachází se přibližně 2,5 stupně jihozápadně od hvězdy Sadr (γ Cygni).
Při pozorování velmi pomůže astronomický mlhovinový filtr (UHC nebo OIII). Za příznivých podmínek je možné objekt s pomocí filtru zahlédnout i v dalekohledu o průměru pouhých 80 mm. Větší dalekohledy (200 mm a větší) odhalí srpkovitý tvar, který se podobá znaku euro, díky čemuž se mlhovině někdy říká anglicky „Euro sign nebula“. Ústřední hvězda WR 136 má hvězdnou velikost 7,5 a je tak pozorovatelná i triedrem.
Během pár tisíciletí se plyn tvořící mlhovinu rozptýlí do okolí a mlhovina tak vyhasne. Samotná hvězda WR 136 však během 100 tisíc let vybuchne jako supernova a vytvoří tak novou ještě působivější mlhovinu.